# Уэйлен, Линдсей
Линдсей Мари Уэйлен (англ. Lindsay Marie Whalen; родилась 9 мая 1982 года, Хатчинсон, штат Миннесота, США) — американская профессиональная баскетболистка, выступавшая в Женской национальной баскетбольной ассоциации. Она была выбрана на драфте ВНБА 2004 года в первом раунде под общим четвёртым номером клубом «Коннектикут Сан». Играла на позиции разыгрывающего защитника. Четырёхкратная чемпионка ЖНБА в составе клуба «Миннесота Линкс», а также двукратная олимпийская чемпионка и двукратная чемпионка мира. Член баскетбольного зала славы с 2022 года.

## Карьера в ЖНБА
Уэйлен была выбрана в первом раунде драфта ЖНБА 2004 года под общим четвёртым номером клубом «Коннектикут Сан». До 2005 года, когда под первым номером драфта была выбрана Джанель Маккарвилл, она была самым высоким выбором среди баскетболисток конференции Big Ten. За Линдсей на драфте также боролась команда с её родного города — «Миннесота Линкс», которая, чтобы подняться повыше в выборе на драфте обменяла в «Сиэтл Шторм» Шери Сэм и Джанель Бёрс на Аманду Ласситер и шестой выбор на драфте. Однако «Коннектикут» выбрал Уэйлен раньше и план «Линкс» не удался, а «Шторм» получили двух баскетболисток, которые помогли команде стать чемпионом ЖНБА.
Уже в дебютном сезоне она хорошо зарекомендовала себя и была выбрана для участия в матче игроков ЖНБА против национальной сборной США в «Радио-сити-мьюзик-холле». Она также в первых двух сезонах помогала «Сан» выходить в финал ЖНБА.
В 2008 году Уэйлен помогла команде занять второе место в Восточной конференции и по итогам сезона стала лидером лиги по передачам, заняла второе место в голосовании на самого ценного игрока чемпионата, уступив Кэндис Паркер, а также её включили в первую сборную всех звёзд ЖНБА. В плей-офф же «Сан» проиграли «Нью-Йорк Либерти» в трёх играх.
12 января 2010 года Уэйлен была обменяна в «Миннесоту Линкс», а 12 августа подписала многомиллионный контракт со своей новой командой.
В 2011 году Уэйлен привела «Линкс» к титулу чемпиона ЖНБА. «Линкс» закончили регулярный чемпионат с результатом 27-7. Играя вместе с Сеймон Огастус и новичком Майей Мур, она вновь стала лидером лиги по передачам, набирая в среднем за игру по 5,9. Она заняла пятое место в голосовании на MVP сезона и была включена в первую сборную всех звёзд. В 2012 году Линдсей вновь стала лидером лиги по передачам, а «Линкс» вновь вышли в финал чемпионата, где на этот раз уступили «Индиане Фивер».
В 2013 году Миннесота усилилась Джанель Маккарвилл, таким образом Линдсей объединилась со своим бывшем товарищем по команде. 7 сентября 2013 года Уэйлен стала вторым игроком в истории лиги после Бекки Хэммон, кому удалось за карьеру набрать 4000 очков и сделать 1500 передач и 1000 подборов.
В 2016 году она была включена в список 20 лучших игроков в истории женской НБА.